# Pseudochirella gibbera
Pseudochirella gibbera är en kräftdjursart som beskrevs av Vervoort 1949. Pseudochirella gibbera ingår i släktet Pseudochirella och familjen Aetideidae. Inga underarter finns listade i Catalogue of Life.